# Brown Deer
Brown Deer ist eine Gemeinde (mit dem Status „Village“) im Milwaukee County im US-amerikanischen Bundesstaat Wisconsin. Im Jahr 2010 hatte Brown. Das U.S. Census Bureau hat bei der Volkszählung 2020 eine Einwohnerzahl von 12.507 ermittelt.	
Die Gemeinde Brown Deer ist Bestandteil der Metropolregion Milwaukee.

## Geografie
Brown Deer liegt im Südosten Wisconsins im nördlichen Vorortbereich der Stadt Milwaukee und wird im Osten vom Milwaukee River begrenzt. 
Die geografischen Koordinaten von Brown Deer sind 43°09′48″ nördlicher Breite und 87°57′52″ westlicher Länge. Das Gemeindegebiet erstreckt sich über eine Fläche von 11,4 km². 
Das Stadtzentrum von Milwaukee liegt 17 km südlich. Nachbarorte von Brown Deer sind Mequon (an der nördlichen Ortsgrenze) sowie River Hills (an der östlichen Ortsgrenze). Im Süden, Südwesten und Westen grenzt das Stadtgebiet von Milwaukee an Brown Deer.
Die neben Milwaukee nächstgelegenen weiteren Großstädte sind Green Bay (178 km nördlich), Appleton (157 km nordnordwestlich), Wisconsins Hauptstadt Madison (133 km westlich), Chicago im benachbarten Bundesstaat Illinois (165 km südlich) und Racine (61,4 km südsüdöstlich).

## Verkehr
Im Zentrum von Brown Deer kreuzen die Wisconsin State Highways 57 und 100. Alle weiteren Straßen in Brown Deer sind untergeordnete Landstraßen, unbefestigte Fahrwege oder innerörtliche Verbindungsstraßen.
Durch Brown Deer führt in Nord-Süd-Richtung eine Eisenbahnlinie für den Frachtverkehr der Wisconsin and Southern Railroad.
Der Milwaukee Mitchell International Airport von Milwaukee liegt 29 km südlich von Brown Deer.

## Bevölkerung
Nach der Volkszählung im Jahr 2010 lebten in Brown Deer 11.999 Menschen in 5275 Haushalten. Die Bevölkerungsdichte betrug 1052,5 Einwohner pro Quadratkilometer. In den 5275 Haushalten lebten statistisch je 2,27 Personen. 
Ethnisch betrachtet setzte sich die Bevölkerung zusammen aus 61,9 Prozent Weißen, 28,6 Prozent Afroamerikanern, 0,4 Prozent amerikanischen Ureinwohnern, 4,9 Prozent Asiaten, 0,1 Prozent Polynesiern sowie 1,1 Prozent aus anderen ethnischen Gruppen; 3,1 Prozent stammten von zwei oder mehr Ethnien ab. Unabhängig von der ethnischen Zugehörigkeit waren 3,9 Prozent der Bevölkerung spanischer oder lateinamerikanischer Abstammung. 
20,9 Prozent der Bevölkerung waren unter 18 Jahre alt, 62,5 Prozent waren zwischen 18 und 64 und 16,6 Prozent waren 65 Jahre oder älter. 52,0 Prozent der Bevölkerung waren weiblich.
Das mittlere jährliche Einkommen eines Haushalts lag bei 54.362 USD. Das Pro-Kopf-Einkommen betrug 29.101 USD. 9,1 Prozent der Einwohner lebten unterhalb der Armutsgrenze.